# Adriana Millard
Adriana Ester Millard Pacheco (Santiago, 13 de mayo de 1926) es una exatleta olímpica chilena.

## Biografía
Nació en Santiago en 1926, siendo hija de Alberto Millard y Ester Pacheco.
En los Juegos Panamericanos de 1951, obtuvo una medalla de plata en el relevo 4 × 100 metros (junto a Eliana Gaete, Hildegard Kreft y Betty Kretschmer) y una medalla de bronce en los 200 metros individuales. También participó en los 100 metros, donde terminó en la quinta posición.
Participó en los Juegos Olímpicos de 1948, donde compitió en el relevo 4 × 100 metros, a pesar de haberse intoxicado por ingerir moras silvestres, y de Helsinki 1952, participando en las pruebas de 200 metros y salto de longitud. En esta última competición terminó en el 13.° lugar, y fue la sudamericana más destacada. Asimismo, fue parte del primer equipo femenino chileno en tomar parte de unos Juegos Olímpicos, junto a Marion Hube, Betty Kretschmer y Annegret Weller-Schneider.